# Ʋ̈
Cette page contient des caractères spéciaux ou non latins. S’ils s’affichent mal (▯, ?, etc.), consultez la page d’aide Unicode.
Ʋ̈ (minuscule : ʋ̈), appelé V de ronde tréma ou V crosse tréma, est un graphème utilisé dans l’écriture du dan-gwèèta. Il s’agit de la lettre Ʋ diacritée d’un tréma.

## Représentations informatiques
Le V de ronde tréma peut être représenté avec les caractères Unicode suivants :
- décomposé (latin de base, diacritiques) :

| formes    | représentations | chaînes de caractères | points de code | descriptions                                         |
| --------- | --------------- | --------------------- | -------------- | ---------------------------------------------------- |
| capitale  | Ʋ̈               | Ʋ◌̈                    | U+01B2 U+0308  | lettre majuscule latine v crosse diacritique tréma   |
| minuscule | ʋ̈               | ʋ◌̈                    | U+028B U+0308  | lettre minuscule latine v de ronde diacritique tréma |